# Wennigser Konferenz
Die Wennigser Konferenz fand vom 5. bis 7. Oktober 1945 in Wennigsen bei Hannover statt. Auf der Zusammenkunft von Mitgliedern der im Juni 1933 von der nationalsozialistischen Reichsregierung verbotenen Sozialdemokratischen Partei Deutschlands (SPD) wurde Kurt Schumacher (1895–1952) als „Beauftragter für die Westzonen“ mit der Leitung des Wiederaufbaus der Parteiorganisation betraut, die er vom „Büro Dr. Schumacher“ aus organisierte.

## Vorgeschichte
Unmittelbar nach der Kapitulation Deutschlands begannen Sozialdemokraten im besetzten Deutschland mit dem Wiederaufbau ihrer Partei. Während in der Sowjetischen Besatzungszone (SBZ) die Wiedergründung um Otto Grotewohl von Berlin ausging, war in der Britischen Besatzungszone das Büro Dr. Schumacher in Hannover führend. In Hemmingen kam es am 9. September 1945 zu einer Delegiertenkonferenz aus 90 Vertretern wiedergegründeter SPD-Ortsvereine der Provinz Hannover. Sie wählte einen vorläufigen Vorstand mit Schumacher an der Spitze. Nachdem weitere 14 provisorische Parteibezirke einer zentralen Parteikonferenz zugestimmt hatten, bereitete das Büro Dr. Schumacher eine Konferenz mit Vertretern aus den drei Westzonen, aus dem Zentralausschuss in Berlin und vom Londoner Exilvorstand vor, um zu gemeinsamen Beschlüsse über die Zukunft der Partei zu kommen. Die zunächst als „Reichskonferenz“ geplante Veranstaltung konnte in dieser Form nicht stattfinden, da die britische Militärregierung darauf bestand, dass nur Delegierte aus der britischen Besatzungszone teilnehmen durften.
Nach Verhandlungen mit der Militärregierung konnte erreicht werden, dass sie einer eintägigen Konferenz mit Delegierten aus der britischen Zone und anschließenden Gesprächen mit Repräsentanten aus den anderen Zonen und aus Berlin zustimmte. Unter der Leitung Kurt Schumachers wurde das Verbot der britischen Besatzungsmacht faktisch umgangen.

## Tagungsort
Das Bahnhofs-Hotel Petersen in Wennigsen wurde unter mehreren Gesichtspunkten ausgewählt: neben der sozialdemokratischen Tradition der Gemeinde gab es eine Verbindung über die Deisterbahn mit Hannover, wo in den ersten Monaten nach Kriegsende für die Teilnehmer kein Versammlungsraum mit einer ausreichenden Nahrungsmittelversorgung zur Verfügung stand. Alle Delegierten waren in Privatquartieren untergebracht. Auch war die politische Betätigung von Parteien lediglich in der Britischen Besatzungszone möglich, wo dies durch Intervention des Exilvorstandes der SPD (Sopade) in London erwirkt wurde.

## Teilnehmer
Zutritt hatten als Delegierte 33 Mandatsträger aus der britischen Besatzungszone sowie drei Mitglieder des Londoner Exilvorstandes. Dies waren Erich Ollenhauer, Fritz Heine und Erwin Schoettle. Aus der Sowjetischen Zone waren neben Grotewohl Max Fechner und Gustav Dahrendorf als Mitglieder des in Berlin ansässigen „Zentralausschusses der SPD“ zugegen und es wurde zunächst über ihre Teilnahmeberechtigung gestritten, die jedoch versagt wurde. Bei der Konferenz waren zahlreiche weitere Sozialdemokraten anwesend. Diese sind im Nachhinein u. a. durch Befragung von Wennigser Gastgebern ermittelt worden. Dazu gehörten beispielsweise Gustav Bratke und Otto Brenner. Zu den wenigen teilnehmenden Frauen gehörte auch Annemarie Renger. Auch aus der amerikanischen Besatzungszone waren Teilnehmer in Delgiertenstärke angereist, z. B. aus dem entstehenden Bezirk Hessen-Kassel (Hessen-Nord): Rudolf Freidhof (1888–1983), Hans Nitsche (1893–1962) und Christian Wittrock (1882–1967).

### Delegierte
- Bezirk Braunschweig: Alfred Kubel (1909–1999), Willi Ossenkopf (1899–1966) und Richard Voigt (1895–1970)
- Bezirk Hamburg: Irma Keilhack (1908–2001), Karl Meitmann (1891–1971) und Schwendemann
- Bezirk Hannover: Diegel, Egon Franke (1913–1995) und Johannes Lau (1879–1955)
- Bezirk Mecklenburg-Lübeck: Karl Albrecht (1904–1974), August Haut (1881–1958) und Hans Oldorf (1896–1964)
- Bezirk Niederrhein: Ernst Gnoß (1900–1949), Stöver und Wiesewand
- Bezirk Oberrhein: Robert Görlinger (1888–1954), Heinrich Hamacher (1899–1974) und Franz Marx (1903–1985)
- Bezirk Oldenburg: Conrad Beckmann (1900–1950), Gottlieb Simstedt (1901–1967) und Rudolf Vienup (1891–1969)
- Bezirk Schleswig-Holstein: Wilhelm Kuklinski (1892–1963), Karl Ratz (1897–1961) und Richard Schenck (1900–1979)
- Bezirk Östliches Westfalen: Kramer, Oppermann und Carl Schreck (1873–1956)
- Bezirk Westliches Westfalen: Fritz Henßler (1886–1953), Fritz Steinhoff (1897–1969) und Heinrich Wenke (1888–1961)

### Gäste
Gäste waren der Londoner Exilvorstand in Form von Fritz Heine (1904–2002), Erich Ollenhauer (1901–1963) und Erwin Schoettle (1899–1976).

## Verlauf

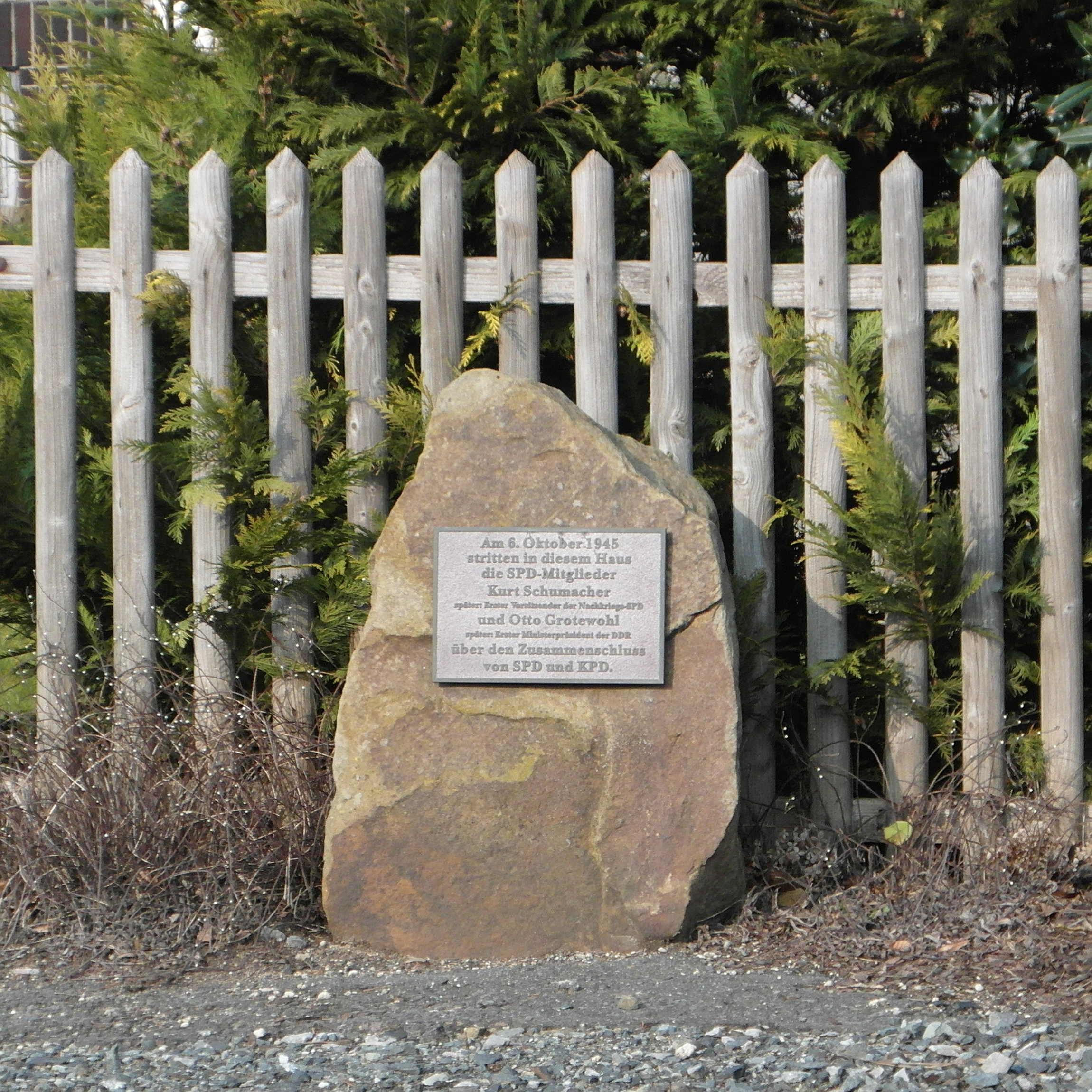
Gedenkstein an die Begegnung von Kurt Schumacher und Otto Grotewohl in Wennigser Mark

Die Konferenz war von heftigen Auseinandersetzungen zwischen dem dominierenden Lager von Kurt Schumacher und dem von Otto Grotewohl geprägt. Frage war die Zusammenarbeit von SPD und KPD, die letztlich verneint wurde. Inhaltlich wurde das marxistische Grundsatzprogramm von 1925 bestätigt, das weitreichende Verstaatlichungen vorsah. Schumacher hielt seine Grundsatzerklärung Der Kampf um die Demokratie. Darin plädierte er für eine Aufhebung der Sektoren-Grenzen. Das wichtigste Ergebnis war: Die Versammlung entschied, Schumacher mit der Leitung beim Wiederaufbau der SPD in den drei westlichen Besatzungszonen zu beauftragen.

## Weitere Entwicklung
Im Berliner Admiralspalast erfolgte am 21. April 1946 für das Gebiet des sowjetischen Sektors von Berlin und der Sowjetischen Besatzungszone auf einem Parteitag der Abschluss der Zwangsvereinigung von SPD und KPD zur SED. Daraufhin wurde im Mai 1946 von den westdeutschen SPD-Mitgliedern auf einem Parteitag im Gebäude der Hanomag in Hannover Schumacher zum Vorsitzenden einer auf die Westzonen (spätere Trizone) beschränkten neuen SPD gewählt und die Neugründung der Partei in der Nachkriegszeit damit abgeschlossen.

## Heute

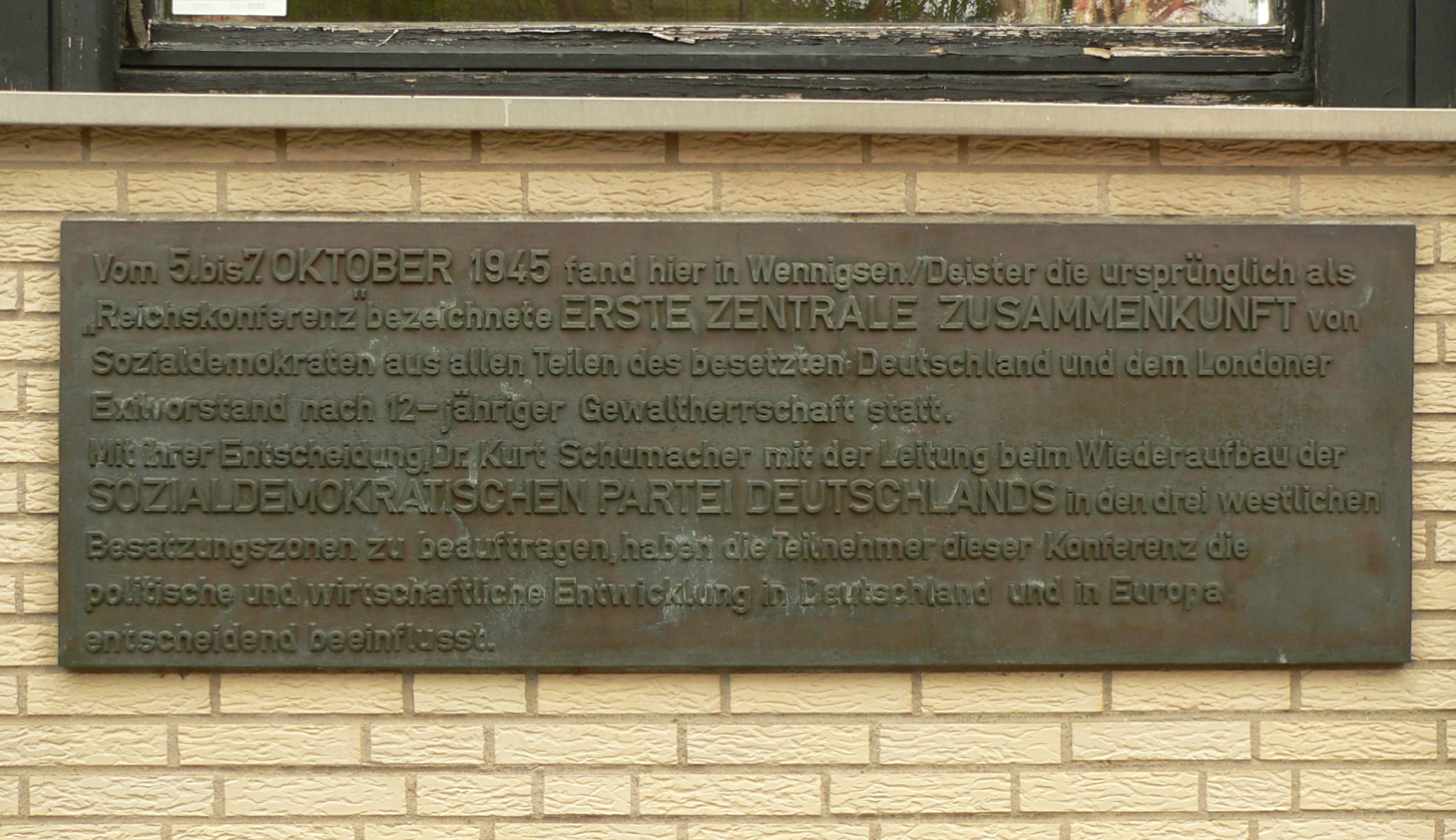
Die 1979 angebrachte Gedenktafel für die Wennigser Konferenz

Das Tagungshotel ist 1977 abgebrannt. An die Konferenz erinnern das 1967 gesetzte Schumacher-Denkmal gegenüber dem Bahnhof Wennigsen und eine 1979 am an seiner Stelle neu erbauten damaligen Calenberger Hof in der Bahnhofstraße angebrachte Gedenktafel. Die ehemalige Nordstraße, eine Querstraße der Bahnhofstraße und zwischen Bahnhof und Tagungsort gelegen, wurde in Kurt-Schumacher-Straße umbenannt.
 Kurt-Schumacher-Denkmal

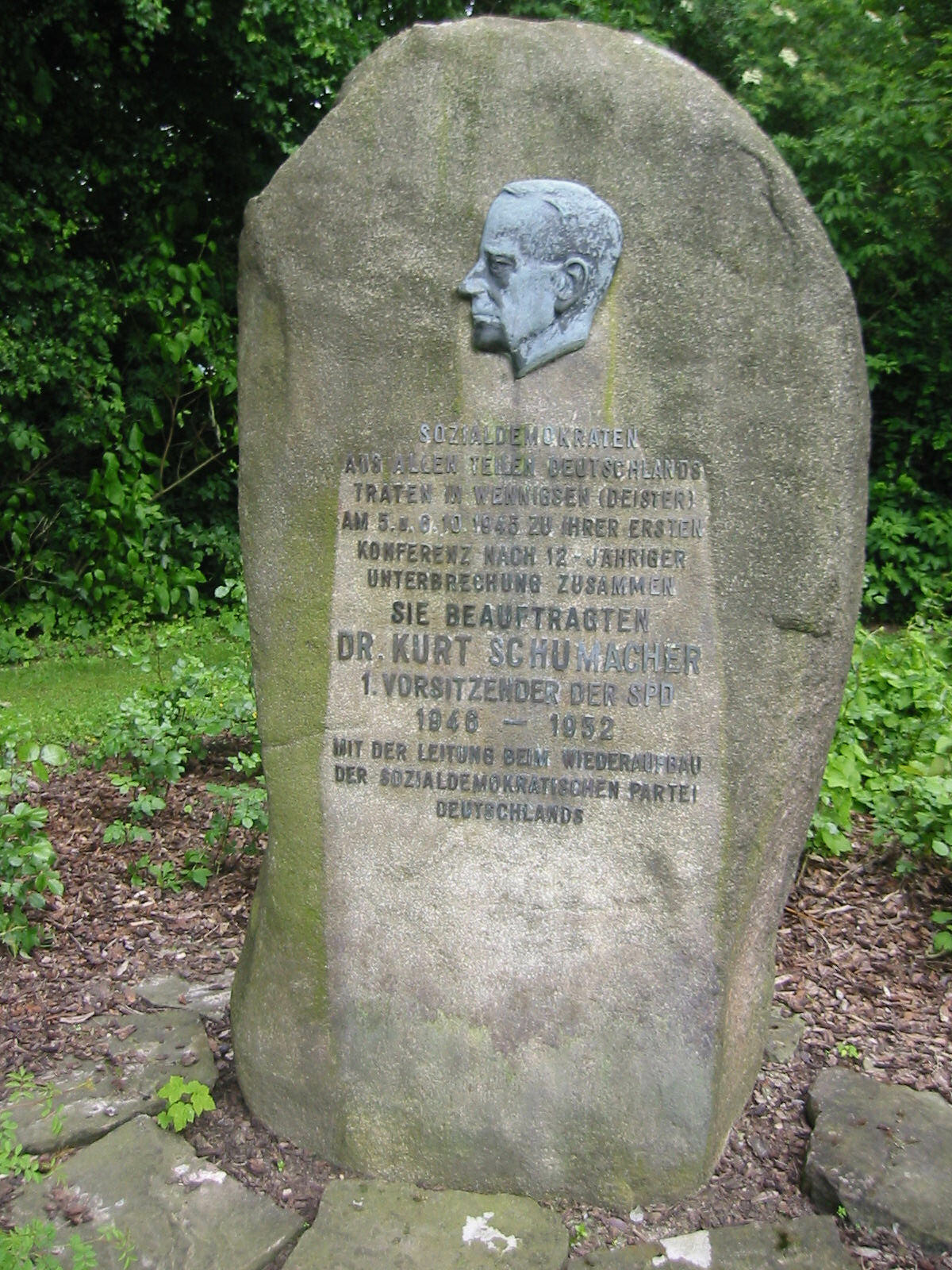
Denkmal für Kurt Schumacher und die Wennigser Konferenz in Wennigsen

Das Denkmal ist ein eingetragenes Kulturdenkmal in Wennigsen. Der Gedenkstein trägt ein Bronzerelief Kurt Schumachers, nach links blickend, und die Aufschrift:
Gedenkveranstaltungen
Die niedersächsische SPD führte im an der Stelle des ehemaligen Versammlungsaals errichteten neuen Saal alle fünf Jahre Gedenkveranstaltungen durch, so bspw. 1995, 2005 und 2020. Die Wennigser SPD gestaltete im Jahr 2000 eine Ausstellung und veröffentlichte dazu eine Publikation. Im Jahr 2015 sprach auf der Jubiläumsveranstaltung des SPD-Landesverbands Niedersachsen „Wiedergründung der SPD nach dem 2. Weltkrieg“ der Leiter der Historischen Kommission der SPD, Bernd Faulenbach, über „Wennigser Konferenz 1945“, und Laura-Kristine Krause diskutierte mit dem niedersächsischen SPD-Landesvorsitzenden und Ministerpräsidenten Stephan Weil über die „Zukunft der SPD“. Im Jahr 2020 wurde das Gedenken zum 75. Jubiläum aufgrund der Corona-Pandemie im Freien durchgeführt. Zu Gast waren dabei u. a. der SPD-Parteivorsitzende Norbert Walter-Borjans sowie der Bezirksvorsitzende Matthias Miersch.